# Ctenomys latro
Ctenomys latro е вид бозайник от семейство тукотукови (Ctenomyidae). Видът е световно застрашен, със статут Уязвим.

## Разпространение
Разпространен е в Аржентина.